# Alisterus
Genre
Le genre Alisterus regroupe trois espèces de Psittaculidae :
- la Perruche royale - Alisterus scapularis (Lichtenstein, 1816)
- la Perruche d'Amboine ou Perruche tricolore - Alisterus amboinensis (Linnaeus, 1766)
- la Perruche à ailes vertes - Alisterus chloropterus (E.P. Ramsay, 1879).

Ce genre est caractérisé par une forme allongée bien que relativement compacte, une queue longue, plate et arrondie, un bec petit et léger comparativement à la taille de l'oiseau.
Ce genre présente généralement un certain dimorphisme sexuel : cas des Perruches royale et à ailes vertes et des sous-espèces (à l'exception d'une seule) de la Perruche d'Amboine.